# NGC 2603
NGC 2603 ist eine kompakte Galaxie mit aktivem Galaxienkern vom Hubble-Typ C im Sternbild Großer Bär am Nordsternhimmel. Sie ist schätzungsweise 766 Millionen Lichtjahre von der Milchstraße entfernt und hat einen Durchmesser von etwa 80.000 Lichtjahren. 

Im selben Himmelsareal befinden sich u. a. die Galaxien NGC 2600, NGC 2602, NGC 2605, NGC 2606.
Das Objekt wurde am 9. Februar 1850 von George Johnstone Stoney entdeckt.